# Колірна модель
Ко́лірна модель — абстрактна модель опису представлення кольорів у вигляді кортежів (наборів) чисел, зазвичай з трьох або чотирьох значень, званих колірними компонентами або колірними координатами. Разом з методом інтерпретації цих даних (наприклад, визначення умов відтворення та / або перегляду — тобто завдання способу реалізації), множина кольорів колірної моделі визначає колірний простір.
Також під колірною моделлю необхідно розуміти спосіб відображення колірної гами в дискретному вигляді, для представлення її в обчислювальних, цифрових системах.

## Трикомпонентний колірний простір стимулів

Тривимірне представлення колірного простору людини

Можна визначити колірний простір стимулів як лінійний простір, якщо задати координати x, y, z як значення стимулів, відповідних відгуку колб довгохвильового (L), середньохвильового (M) і короткохвильового (S) діапазону оптичного спектра. Початок координат (S, M, L) = (0, 0, 0) представлятиме чорний колір. Білий колір не матиме чіткої позиції в даному визначенні діаграми всіляких кольорів, а буде визначатися, наприклад, через  колірну температуру, певний баланс білого або яким-небудь іншим способом. Повний колірний простір людини має вигляд конуса у формі підкови. Принципово дане подання дозволяє моделювати колір будь-якої інтенсивності — починаючи з нуля (чорного кольору) до нескінченності. Однак, на практиці, людські рецептори перенасичуються або навіть можуть бути пошкоджені випромінюванням екстремальної інтенсивності, тому дана модель не застосовна для опису кольору в умовах надзвичайно високих інтенсивностей випромінювань і також не розглядає опис кольору в умовах дуже низьких інтенсивностей (оскільки у людини використовується інший механізм сприйняття через  палички).
Будучи лінійним простором, простір колірних стимулів має властивість адитивного змішування — сума двох колірних векторів буде відповідати кольору, рівному отриманому змішанням цих двох кольорів (див. також: Закон Грассмана). Таким чином, можна описувати будь-які кольори (вектора колірного простору) через лінійну комбінацію кольорів, обраних як базис. Такі кольори називають основними (англ. primary colors). Найчастіше основними кольорами вибирають червоний, зелений і синій (модель RGB), проте можливі інші варіанти базису основних кольорів. Вибір червоного, зеленого і синього оптимальний з кількох причин, наприклад, бо при цьому мінімізується кількість точок колірного простору, для представлення яких використовуються негативні координати, що має практичне значення для передання кольору (не можна відтворювати колір випромінюванням з негативною інтенсивністю). Цей факт випливає з того, що піки чутливостей L, M і S колб припадають на червону, зелену і синю частини видимого спектра.
Деякі колірні моделі використовуються для відображення кольору, наприклад відтворення кольору на екранах телевізорів і комп'ютерів, або кольорового друку на принтерах. Використовуючи явище метамерії, пристрої передачі кольору не відтворюють оригінальний спектр зображення, а лише імітують стимульну складову цього спектра, що в ідеалі дозволяє отримати картину, яка не відрізняється людиною від оригінальної сцени. На практиці таке, як правило, неможливо, оскільки пристрої відтворення працюють не в повній гамі і мають неідеальні випромінювачі.

## Колірний простір CIE XYZ

Функції колірної відповідності Стандартного колориметричного спостерігача, визначені комітетом CIE у 1931 році на діапазоні довжин хвиль від 380 нм до 780 нм (з інтервалом 5 нм).

Людина є трихроматом — сітківка очей має 3 види рецепторів світла, відповідальних за колірний зір. Кожен вид колбочок реагує на певний діапазон  видимого спектра. Відгук, що викликається в колбочці світлом певного спектра, називається колірним стимулом, при цьому світло з різними спектрами може мати один і той же колірний стимул і, таким чином, сприйматися людиною однаково. Це явище називається  метамерією — два випромінювання з різними спектрами, але однаковими колірними стимулами, не будуть розрізнятися людиною.
Колірний простір XYZ — це еталонна колірна модель, задана в строгому математичному сенсі організацією CIE (International Commission on Illumination — Міжнародна комісія з освітлення) в 1931 році. Модель XYZ є майстер-моделлю практично всіх колірних моделей, що використовуються в технічних галузях.

### Функції колірної відповідності
Будучи трихроматом, людина має три типи світлочутливих рецепторів, або, іншими словами, зір людини Трикомпонентний. Кожен тип детекторів (колб) розрізняє чутливість за різними довжинами хвиль спектра, що описуються функцією спектральної чутливості (яка безпосередньо визначається видом конкретних молекул фотопсінів, використовуваних даним типом колб). Можна сказати, що око, як детектор, видає три види сигналу (нервові імпульси). З математичної точки зору, зі спектра описуваного нескінченновимірним вектором, шляхом множення на функції спектральної чутливості колбочок, виходить трикомпонентний вектор, що описує детектований оком колір. У колориметрії дані функції прийнято називати функціями колірної відповідності (англ. color matching functions).
Експерименти, проведені Девідом Райтом (англ. David Wright) і Джоном Гілдом (англ. John Guild) наприкінці 1920-х і на початку 1930-х років, стали основою для визначення функцій колірної відповідності. Спочатку функції колірної відповідності були визначені для 2-градусного поля зору (використовувався відповідний колориметр). У 1964 році комітет CIE опублікував додаткові дані для 10-градусного поля зору.
При цьому у визначенні кривих моделі XYZ закладений фактор свавілля — форма кожної кривої може бути виміряна з достатньою точністю, проте крива сумарної інтенсивності (або сума всіх трьох кривих) укладає в своєму визначенні суб'єктивний момент, при якому реципієнта просять визначити, чи мають два джерела світла однакову яскравість, навіть, якщо ці джерела абсолютно різного кольору. Також, є довільність відносного нормування кривих X, Y і Z, оскільки можна запропонувати альтернативну працюючу модель, в якій крива чутливості X має дворазово посилену амплітуду. При цьому колірний простір буде мати іншу форму. Криві X, Y і Z в моделі CIE XYZ 1931 і 1964 були обрані таким чином, щоб площі поверхні під кожною кривою були рівні між собою.

### Хроматичні координати Yxy

Хроматична діаграма з довжинами хвиль кольорів

На малюнку справа представлена класична хроматична діаграма моделі XYZ з довжинами хвиль кольорів. Значення x і y в ній відповідають X, Y і Z згідно з такими формулами:
x = X/(X + Y + Z),
y = Y/(X + Y + Z).
У математичному сенсі дану хроматичну діаграму можна представити як підобласть дійсної проективної площини, при цьому x і y будуть проективними координатами кольорів. Дане подання дозволяє задавати значення кольору через світність Y (англ. luminance) і дві координати x, y. Однак світність Y в моделі XYZ і Yxy — це не те ж саме, що яскравість Y в моделі YUV або YCbCr.
Зазвичай діаграма Yxy використовується для ілюстрації характеристик гамутів різних пристроїв відтворення кольору — дисплеїв і принтерів. Конкретний гамут зазвичай має вигляд трикутника, кути якого утворені точками основних, або первинних, кольорів. Внутрішня область гамута описує всі кольори, які здатний відтворити даний пристрій.

### Особливості колірного зору
Значення X, Y і Z виходять шляхом множення фізичного спектра випромінювання на функції колірної відповідності. Синя і червона частини спектра здійснюють менший вплив на сприйняту яскравість, що може бути продемонстровано на прикладі:
| red ЧЕРВОНИЙ | green ЗЕЛЕНИЙ | blue СИНІЙ | yellow ЧЕРВОНИЙ +ЗЕЛЕНИЙ | aqua/cyan ЗЕЛЕНИЙ +СИНІЙ | fuchsia/magenta ЧЕРВОНИЙ +СИНІЙ | black ЧОРНИЙ | white ЧЕРВОНИЙ +ЗЕЛЕНИЙ +СИНІЙ |

Для середньостатистичної людини, що має нормальний колірний зір, зелений буде сприйматися яскравіше ніж синій. Мабуть, це зумовлено еволюційними причинами розвитку зорової системи — в спектрі Сонця більш за все «зеленого» кольору. У той же час, хоча чистий синій колір сприймається як дуже неяскравий (якщо розглядати напис синього кольору з великої відстані, то його колір буде важко відрізнити від чорного), в суміші з зеленим або червоним сприйнята яскравість значно підвищується.
При певних формах дальтонізму, зелений колір може сприйматися еквівалентно-яскравим синьому, а червоний як дуже темний, або взагалі як нерозрізнений. Люди з дихромією — порушенням сприйняття червоного, наприклад, не здатні бачити червоний сигнал світлофора при яскравому сонячному денному світлі. При дейтеранопії — порушенні сприйняття зеленого, в нічних умовах зелений сигнал світлофора стає не відрізнимим від світла вуличних ліхтарів.

## Класифікація
Колірні моделі можна класифікувати за їх цільовою спрямованістю:
1. XYZ — опис сприйняття; LAB | L * a * b * — той же простір в інших координатах.
2. Адитивні моделі — рецепти одержання кольору на моніторі (наприклад, RGB).
3. Поліграфічні моделі — отримання кольору при використанні різних систем фарб та поліграфічного обладнання (наприклад, CMYK).
4. Моделі, не пов'язані з фізикою обладнання, які є стандартом передачі інформації.
5. Математичні моделі, корисні для будь-яких способів корекції кольору, але не пов'язані з обладнанням, наприклад  HSV.

## Основні колірні моделі
- RGB
- CMYK
- Lab
- HSB
- HSL
- Grayscale та ін.
- Порівняння колірних моделей